# پیتر اوستروم
پیتر اوستروم (انگلیسی: Peter Ostrum؛ زادهٔ ۱ نوامبر ۱۹۵۷) بازیگر سینما، بازیگر تئاتر و دامپزشک اهل ایالات متحده آمریکا است.
از فیلم‌ها یا برنامه‌های تلویزیونی که وی در آن نقش داشته‌است می‌توان به ویلی وانکا و کارخانه شکلات‌سازی اشاره کرد.